# 彭萬墀
彭萬墀（1939年出生），出生於中國四川省萬縣，臺灣畫家、藝術家。十歲跟隨父親彭善承到臺灣，畢業於國立臺灣師範大學藝術系，1961年求學期間加入五月畫會。作品〈啞〉曾入選1963年巴西聖保羅雙年展，並任教於國立臺灣藝術專科學校（今國立臺灣藝術大學）教授油畫與素描。1965年與成為妻子的同學段克明赴法國巴黎尋求更深藝術探索。長年定居巴黎，參加眾多國際性展覽，如1961年、1969年和1971年的巴黎雙年展、1977年第六屆卡塞爾文獻展（Kassel Documenta），成為早年第一個獲邀參加展覽的華人藝術家。

## 生平

### 童年與求學
1939年（民國28年）彭萬墀出生於母親張正璇的娘家四川萬縣，家中七個子女排行第三。外祖母受過新式教育，擅長刺繡與畫圖，為女子中學的校長。父親彭善承則是廣元縣經營藥材兼中醫「保元堂」的彭家少爺，曾任江蘇省高淳縣縣長、貢市市長及縣市管轄等多項職務。自幼跟隨父親執行公務監督水利工程時看遍南方的自然風景、年節喜慶、神廟及川戲，彭萬墀開始接觸繪畫，經常描繪戲臺上的戲角及人物型態。
1941年，三歲時，因國民政府與日本戰爭不斷，彭萬墀年幼飽受警報聲的驚嚇，夜晚經常受到惡夢驚懼，進而影響日後的繪畫風格。
1949年，十一歲時，時局緊張，父親隨國民政府撤退來臺。父親因同事建議攜帶孩子及飛機尚有空位，便詢問經常跟在父親身邊的彭萬墀。年幼的彭萬墀以「可以去臺灣看海」一口答應，隔日便與父親從成都經海南島抵達臺灣。
1950年，十二歲，進入臺北復興小學就讀。
1952年，十四歲，進入新北市新店文山中學就讀。因上學火車途中行經一片空曠野地，瞥見死刑後的思想犯，對初中生的彭萬墀心中留下驚心一幕。因此，日後部分畫作風格帶有幾分抑鬱詼諧的特色。
1955年，十七歲，進入師範大學附屬中學（今師大附中）就讀。彭萬墀在大學以前的求學過程中，因思念母親及家庭的離散，常借作畫抒發情感。外祖母原是美術老師及大哥亦善於繪畫。影響著彭萬墀，養成以描繪為表現生命的習慣，藉由繪畫思念家人。
1958年，二十歲，進入師範大學藝術系專修科就讀。
1959年，二十一歲，文理分組，彭萬墀重新參加聯考，進入師範大學藝術系就讀。與妻子段克明、席慕蓉、陳英德同班，由教師陳慧坤帶領。求學過程曾與教師李石樵、廖繼春、林玉山學習。

### 初任教職
在師大求學期曾在學校附近租下空間，用於課後練習繪畫的畫室，並於後來開始在畫室中教授學生習畫。
1963年，任職於五年制的國立臺灣藝術專科學校（今國立臺灣藝術大學）美術科擔任助教，教授素描和油畫。

### 五月畫會
彭萬墀於求學過程，對於各個近代繪畫多有探討，從印象主義、後印象主義、野獸派、立體派、超現實主義派皆有嘗試繪畫。1961年，彭萬墀以作品《魚游於鼎沸之中》抽象畫展出二年級師大美術系系展，劉國松見後表揚有佳。同時，巴黎國際青年雙年展邀請中華民國政府參展，選拔委員會委託至給歷史博物館辦理。經審查除了東方畫會成員吳昊、畫家詹益秀，亦有五月畫會顧福生、劉國松、韓湘寧，以及師大藝術系學生彭萬墀等代表參加，因此彭萬墀在1961年學生時代應邀加入五月畫會，參加第二屆「巴黎國際青年雙年展」，並在1962年展出「五月畫展」。1963年入選巴西聖保羅現代美術館舉辦之「聖保羅雙年展」。於同年1963年因兵役及留學準備離開五月畫會。

### 赴法學習
1965年，二十七歲，彭萬墀與同學段克明結婚。並搭乘郵輪於香港轉往歐洲，抵達巴黎。原考取申請至比利時皇家藝術學院，途中至巴黎遇見許多藝術圈友人和同學，如夏陽、蕭明賢、廖修平等，因此決定取消去布魯賽爾，改留在巴黎。彭萬墀取得巴黎美院雕塑學籍資格，妻子段克明則註冊學習法文。自始開啟彭萬墀遊歷歐洲、參加展覽。
1966年，二十八歲，彭萬墀於法國第一個展覽，在巴黎第七區的「大學畫廊」展出。1969年，1971年，參加第六屆與第七屆巴黎雙年展。彭萬墀在歐洲陸續參加眾多展覽，包括芬蘭、瑞士、南斯拉夫、澳洲等重要大型展覽。

## 繪畫寫實
彭萬墀在1967年雙胞胎女兒出生時，以及在法國第一次個展後，開始反思自己的繪畫，重新整理自己的藝術語言。在荷蘭阿姆斯特丹國立博物館（Rijksmuseum）看到范艾克（Jan van Eyck, 1390-1441）的〈崇拜神秘羔羊〉祭壇畫，這趟藝術之旅對他產生了決定性的影響。「看這些原作給了我很大的震撼和啟示，我深刻領悟到，歷史上每個時代的傑出畫家，都不是在自然寫實，而是從自然出發，進而提升到很高的精神層次。」彭萬墀開始轉以自己生命經驗的感受為靈感。因此，誕生彭萬墀自己新的藝術風格。彭萬墀關切人，與人最親密的家，題材從父母、子女多有描繪，並以油畫為主要媒材。彭萬墀一系列〈家〉的作品，並非只有外在描繪，而是以內在感應為核心的視野，線條準確表達真實的真實，賦予畫作特殊的表現力。色彩傾向冷和素淨，空白與空間表現運用自如。主題從家的內部到外部近代社會人物刻畫，彭萬墀將權貴、霸道者等壓迫者的形象刻畫，關注時代的見證，以社會各種人物探討人性探索，進一步探索至疾病、玩偶、病人及生命的刻畫。彭萬墀寫實繪畫，強調把自己生活經驗表現出來，包括自己的家庭生活、身邊事物及自己的夢魘。

## 畫展
1961年，參加第二屆巴黎「國際青年雙年展」
1962年，參加臺北中山堂舉辦之「現代畫家具象畫展」及五月畫會於國立歷史博物館舉辦之「現代繪畫赴美展覽預展」
1963年，參加五月畫會於雪梨多明尼畫廊之「當代中國前衛畫展」，同年參加「五月畫展」並入選巴西聖保羅現代美術館舉辦之「聖保羅雙年展」
1964年，於臺灣博物館舉辦個展，展出一百五十二幅油畫。同年作品參加非洲巡迴展出之「中國現代繪畫展」
1966年，第一個在法國的展覽，於巴黎大學畫廊展出
1969年，參加巴黎國際藝術城展覽，並參加第六屆「巴黎雙年展」
1970年，參加巴黎國際藝術城展覽
1971年，參加巴黎國際藝術城展覽，並參加第七屆「巴黎雙年展」
1972年，於巴黎賈克˙克夏須畫廊舉辦個展
1973年，參加巴黎卡爾˙弗林克畫廊舉辦之畫展，作品於科隆藝術節展出
1974年，參加芬蘭赫爾辛基阿黛濃美術館「ARS 74」展覽

### 巴黎現代美術館個展
2019年，巴黎現代美術館整修數年後重新對外開放。其中彭萬墀的個展〈看〉(Regards)特展，為藝術家捐贈作品引見展出。展出館方收藏彭萬墀耗時25年的作品〈Le Banquet〉譯〈慶宴／酒席〉以及精選共二十幅油畫，及彭萬墀生平、畫冊、照片等。彭萬墀作品多了份內斂和自制，與畫面膨脹漫溢的（肉、物、情）慾望，形成強烈戲劇反差，營造出一種猶如超現實的詭異夢境。彭萬墀為紀念自己80歲生日，同時感念第二故鄉巴黎對他的厚愛， 把這件歷時25年完成的鉅作，捐給了巴黎現代美術館。

## 
1. ↑  簡宜平.  (PDF). 議藝份子 第九期. 2007-05  [2021-10-01]. （原始内容存档 (PDF)于2021-06-02）.
2. ↑  余小蕙. . 罐子藝術網 11月號. 2020-12  [2021-06-28]. （原始内容存档于2021-07-01）.